# Třída San Antonio
Třída San Antonio je třída válečných lodí Námořnictva Spojených států amerických řazená do kategorie amphibious transport dock. Plavidla jsou určena pro rychlé výsadkové operace a podporu americké námořní pěchoty. Jsou vybavena nejmodernější technikou, elektronikou a v jejich konstrukci jsou využity prvky technologií stealth. Slouží též jako sekundární operační platformy pro letecké operace výsadkových svazů. Třída je důležitým prvkem modernizovaných amerických výsadkových sil.
První skupinu třídy San Antonio (Flight I) tvoří třináct plavidel, která ve službě nahradila 41 výsadkových lodí tříd Austin, Anchorage, Newport a Charleston. Třináct jednotek první skupiny bylo postaveno v letech 2000–2024.
Roku 2022 začala stavba upravené druhé skupiny třídy San Antonio (Flight II), která ve službě nahradí výsadkové dokové lodě tříd Whidbey Island a Harpers Ferry. Celkem je plánována stavba až 13 jednotek druhé série. Celkový počet plavidel třídy San Antonio by se tím zvýšil na 26 jednotek.

## Stavba

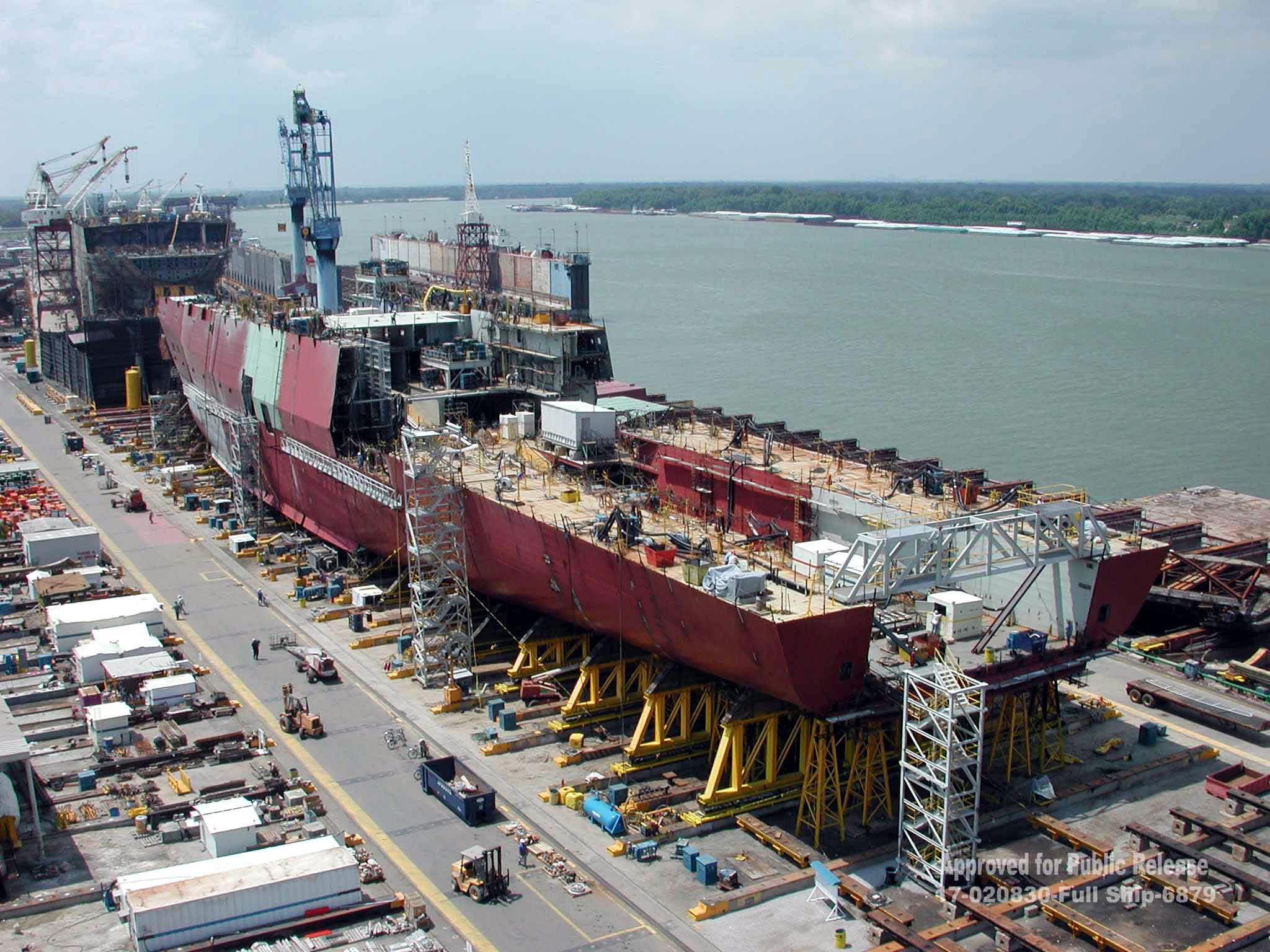
Rozestavěná první jednotka USS San Antonio

Výsadkové lodě třídy San Antonio vyvinula společnost Northrop Grumman Ship Systems (NGSS) a postavila je ve svých loděnicích Ingalls Shipbuilding v Pascagoule ve státě Mississippi a Avondale Shipyard v Bridge City ve státě Louisiana. Roku 2011 se NGSS stal novým koncernem Huntington Ingalls Industries (nyní HII). Od roku 2014 plavidla této třídy staví výhradně loděnice Ingalls Shipbuilding. Původně byla plánována stavba jedenácti jednotek třídy San Antonio (LPD-17 až LPD-27). Stavba prototypové jednotky byla zahájena roku 2000. Do roku 2014 bylo do služby zařazeno prvních devět (LPD-17 až LPD-25).
Trojice výsadkových lodí této třídy byla pojmenována na počest obětí teroristických útoků z 11. září 2001. Plavidla nesou jména míst s útoky spojených. New York tak připomíná zničení mrakodrapů World Trade Center, Arlington je pojmenován podle místa, kde stojí budova Pentagonu a Somerset je pojmenován podle místa dopadu Letu United Airlines 93.
V roce 2015 bylo objednáno dvanácté plavidlo Fort Lauderdale (LPD-28), čímž měla loděnice koncernu HII zůstat vytížena až do objednání nového typu výsadkových dokových lodí LX(R). Později byla objednána ještě poslední třináctá jednotka Richard M. McCool (LPD-29), která byla rozestavěna v červenci 2018. Do služby byla přijata v září 2024. Tím byla završena stavba plavidel první série třídy San Antonio.
Po dokončení stavby první série Flight I program pokračuje druhou upravenou sérií Flight II. Ta byla původně označována jako LX(R), kvůli velké podobnosti obou konstrukcí ale bylo pojmenování změněno. Kontrakt na její vývoj koncern HII získala v červnu 2016. Záměrem zadavatele byl plynulý přechod výroby z verze Flight I na verzi Flight II, čím budou ušetřeny náklady a zabráněno ztrátě zkušených pracovních sil. Kvůli snížení nákladů bude druhá série využívat stejný trup, ale její konstrukce bude zjednodušena. Zahájení stavby prototypové jednotky (LPD-30) je plánováno na rok 2020.
Roku 2024 byla objednána stavba plavidel s trupovými čísly LPD-33 až LPD-35, tedy čtvrtá až šestá jednotka verze Flight II.
Jednotky třídy San Antonio:
| Jméno                          | Verze     | Loděnice             | Založení kýlu     | Spuštěna           | Vstup do služby   | Status    |
| ------------------------------ | --------- | -------------------- | ----------------- | ------------------ | ----------------- | --------- |
| USS San Antonio (LPD-17)       | Flight I  | Avondale Shipyard    | 9. prosince 2000  | 12. července 2003  | 14. ledna 2006    | aktivní   |
| USS New Orleans (LPD-18)       | Flight I  | Avondale Shipyard    | 14. října 2002    | 11. prosince 2004  | 10. března 2007   | aktivní   |
| USS Mesa Verde (LPD-19)        | Flight I  | Ingalls Shipbuilding | 25. února 2003    | 19. listopadu 2014 | 15. prosince 2007 | aktivní   |
| USS Green Bay (LPD-20)         | Flight I  | Avondale Shipyard    | 11. srpna 2003    | 11. srpna 2006     | 24. ledna 2009    | aktivní   |
| USS New York (LPD-21)          | Flight I  | Avondale Shipyard    | 10. září 2004     | 19. prosince 2007  | 7. listopadu 2009 | aktivní   |
| USS San Diego (LPD-22)         | Flight I  | Ingalls Shipbuilding | 23. května 2007   | 7. května 2010     | 19. května 2012   | aktivní   |
| USS Anchorage (LPD-23)         | Flight I  | Avondale Shipyard    | 24. září 2007     | 12. února 2011     | 4. května 2013    | aktivní   |
| USS Arlington (LPD-24)         | Flight I  | Ingalls Shipbuilding | 26. května 2008   | 23. listopadu 2010 | 6. dubna 2013     | aktivní   |
| USS Somerset (LPD-25)          | Flight I  | Avondale Shipyard    | 11. prosince 2009 | 14. dubna 2012     | 1. března 2014    | aktivní   |
| USS John P. Murtha (LPD-26)    | Flight I  | Ingalls Shipbuilding | 6. února 2014     | 30. září 2014      | 8. října 2016     | aktivní   |
| USS Portland (LPD-27)          | Flight I  | Ingalls Shipbuilding | 2. srpna 2013     | 13. února 2016     | 21. dubna 2018    | aktivní   |
| USS Fort Lauderdale (LPD-28)   | Flight I  | Ingalls Shipbuilding | 13. října 2017    | 28. března 2020    | 30. července 2022 | aktivní   |
| USS Richard M. McCool (LPD-29) | Flight I  | Ingalls Shipbuilding | 12. dubna 2019    | 5. ledna 2022      | 7. září 2024      | aktivní   |
| USS Harrisburg (LPD-30)        | Flight II | Ingalls Shipbuilding | 28. ledna 2022    | 5. října 2024      |                   | ve stavbě |
| USS Pittsburgh (LPD-31)        | Flight II | Ingalls Shipbuilding | 2. června 2023    |                    |                   | ve stavbě |
| USS Philadelphia (LPD-32)      | Flight II | Ingalls Shipbuilding |                   |                    |                   | ve stavbě |
| USS Travis Manion (LPD-33)     | Flight II | Ingalls Shipbuilding |                   |                    |                   | objednána |
| (LPD-34)                       | Flight II | Ingalls Shipbuilding |                   |                    |                   | objednána |
| (LPD-35)                       | Flight II | Ingalls Shipbuilding |                   |                    |                   | objednána |

## Konstrukce

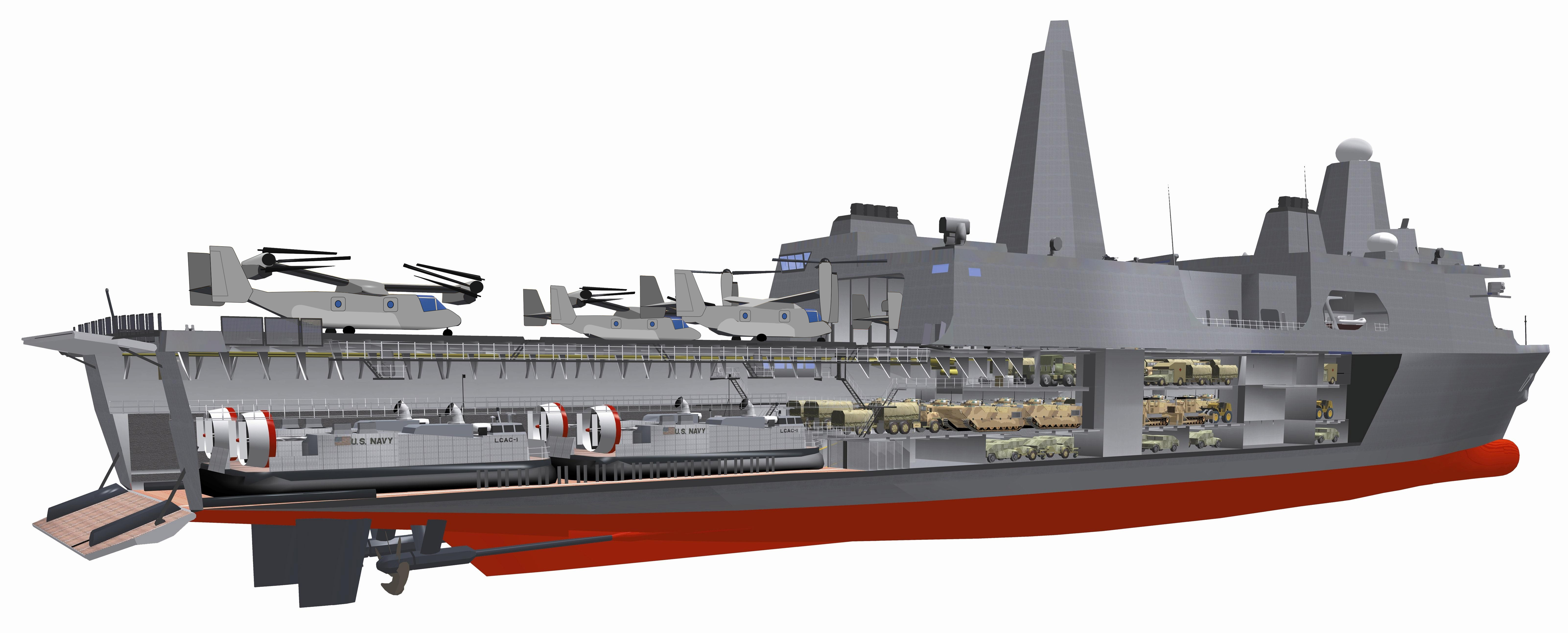
Průřez plavidlem třídy San Antonio

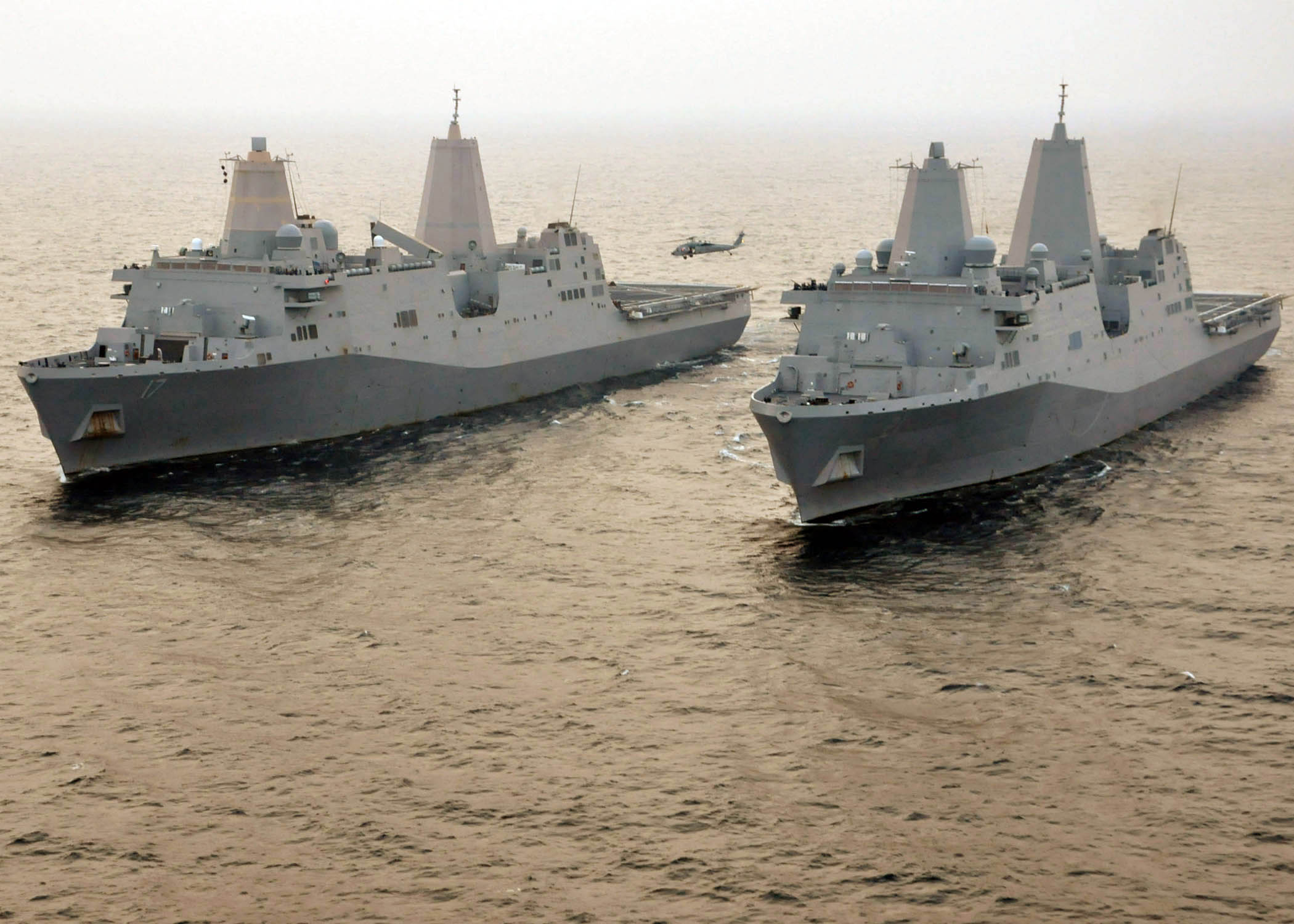
USS San Antonio (LPD-17) a USS New York (LPD-21)

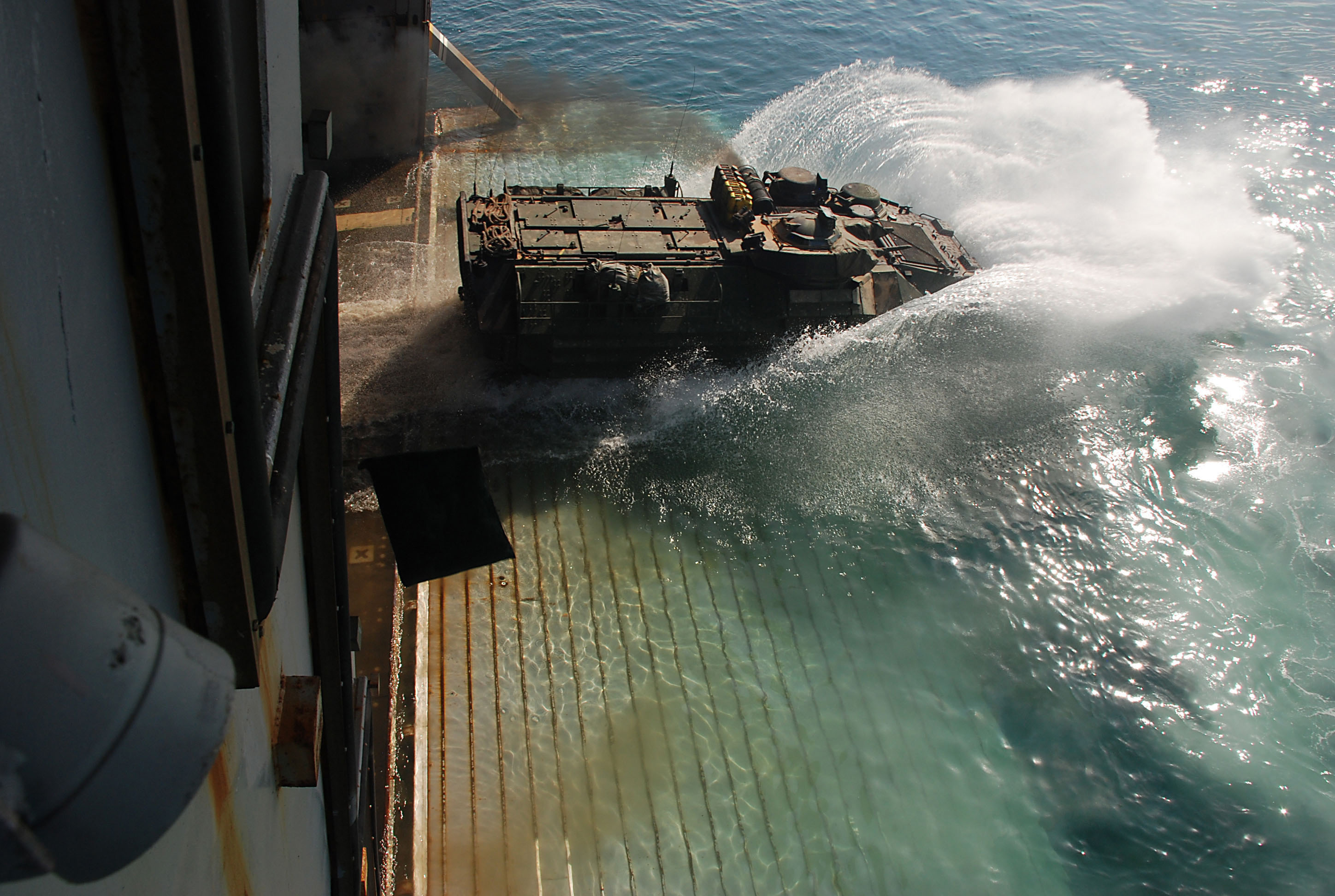
Obojživé obrněné vozidlo AAV opouští dok výsadkové lodě USS Green Bay (LPD-20)

### San AntonioFlight I
Třída San Antonio je postavena z oceli, je vybavena nejmodernější technikou a elektronikou, vysoce automatizována a v její konstrukci jsou využity prvky technologií stealth. Chráněna je též proti účinkům zbraní hromadného ničení.
Plavidlo je určeno pro rychlé výsadkové operace jako podpůrné plavidlo, čemuž odpovídá i výzbroj, sloužící především k obraně lodi. Jejím základem jsou dva 30mm kanóny Mk44 Bushmaster II na přední a zadní palubě, vedle kterých stojí ještě dva raketové systémy blízké obrany RIM-116 RAM. Ty zajišťují blízkou obranu proti vzdušným cílům a protilodním střelám. Jeden systém RAM nese 21 řízených střel s infračerveným naváděním a dosahem 8 km. Lodě jsou též připraveny pro případnou instalaci protiletadlových řízených střel RIM-162 ESSM.
Jedna loď třídy San Antonio na své palubě nese až 800 vojáků americké námořní pěchoty a 14 obojživelných obrněných vozidel AAV (vývoj jejich náhrady EFV byl zrušen). Ty může dopravit na břeh a podporovat po moři pomocí dvou výsadkových vznášedel Landing Craft Air Cushion (LCAC), anebo jednoho výsadkového člunu Landing Craft Utility (LCU) či vzduchem vrtulníky a letouny V-22 Osprey. Jedno vznášedlo LCAC například unese 60 tun nákladu včetně tanku M1 Abrams.
Z paluby na zádi lodí třídy San Antonio mohou operovat různé kombinace letounů a vrtulníků. Například dva letouny V-22 Osprey s kolmým startem či dvě těžké transportní helikoptéry Sikorsky CH-53E Super Stallion. Jinou variantou jsou čtyři transportní helikoptéry CH-46 Sea Knight, čtyři bitevní helikoptéry Bell AH-1 Cobra anebo čtyři transportní helikoptéry Bell UH-1 Iroquois.
Pohon zajišťují čtyři diesely Colt-Pielstick 2.5 STC, každý o výkonu 10 400 hp (celkem 41 600 hp). Lodní šrouby jsou dva. Nejvyšší rychlost dosahuje 22 uzlů.

### San AntonioFlight II
Kvůli úspoře nákladů bude druhá série využívat osvědčený trup a pohonný systém třídy San Antonio. Zachovány zůstanou rozměry trupu, výzbroj, kapacita vyloďovacích prostředků i silná letecká složka. Zároveň bude konstrukce částečně zjednodušena a velikost výsadku se zmenší na 500 vojáků. Přední integrovaný kompozitní stožár nahradí ocelový trojnožkový stožár  odvozený od torpédoborců třídy Arleigh Burke (s radarem AN/SPQ-9B), zadní stožár bude rovněž staršího typu (s radarem AN/SPS-48), bude zjednodušena konstrukce přídě, zadní část doku bude shora otevřená a za přední nástavbou nebude původně plánované skladiště malých člunů (boat alley). Plavidla budou připravena na provoz nové generace výsadkových prostředků: vznášedel Ship-to-Shore Connector a těžkých transportních vrtulníků CH-53K King Stallion.